# Osmar Spitzner
Osmar Spitzner (* 29. Juni 1924 in Hartha; † 24. November 1969 in Berlin) war ein deutscher Jurist. Er war Staatssekretär beim Ministerrat der DDR und Abgeordneter der Volkskammer.

## Leben
Der Sohn eines Angestellten besuchte die Volks- und Oberschule und erwarb das Abitur. 1942 trat er der NSDAP bei.
Nach dem Krieg arbeitete er zunächst als Maschinist und wurde 1945 Mitglied der KPD und des FDGB. 1946 wurde er Mitglied der SED und begann ein Studium der Rechtswissenschaften an der Universität Leipzig, das er 1950 als Jurist und Diplomversicherungssachverständiger abschloss. Im selben Jahr wurde er zum Dr. jur. promoviert und arbeitete bis 1957 als Leiter der Rechtsabteilung des Ministeriums für Maschinenbau. 1956 wurde er habilitiert und war 1957/58 Dozent für Zivilrecht an der Universität Rostock. Von 1958 bis 1967 war er Vorsitzender des Staatlichen Vertragsgerichtes beim Ministerrat der DDR (Nachfolger des in die Bundesrepublik geflüchteten Max Hermann Masius). Seit 1959 war er Präsident des Schiedsgerichtes bei der Kammer für Außenhandel und gleichzeitig bis 1963 Professor mit Lehrauftrag an der Universität Rostock. Seit 1964 war er Professor mit vollem Lehrauftrag an der Humboldt-Universität zu Berlin.
Im Juli 1967 wurde er zum Abgeordneten der Volkskammer gewählt. Hier war er als Mitglied der SED-Fraktion im Verfassungs- und Rechtsausschusses tätig. Am 6. September 1967 wurde er zum Staatssekretär für das Staats- und Wirtschaftsrecht beim Ministerrat der DDR berufen.
Er starb nach schwerer Krankheit im Alter von 45 Jahren.

## Auszeichnungen
- 1958 und 1965 Vaterländischer Verdienstorden in Bronze
- 1964 Verdienstmedaille der DDR